# Pirámide (kulle)
Pirámide är en kulle i Antarktis. Den ligger i Västantarktis. Argentina, Chile och Storbritannien gör anspråk på området. Toppen på Pirámide är 565 meter över havet.
Terrängen runt Pirámide är huvudsakligen kuperad, men åt sydost är den platt. Havet är nära Pirámide österut. Trakten är glest befolkad. Närmaste befolkade plats är Esperanza Base, 3,8 kilometer norr om Pirámide.